# A3 Champions Cup
La A3 Champions Cup (nota anche come East Asian Champions Cup) è stata una competizione calcistica a cadenza annuale tenutasi dal 2002 al 2007 con la partecipazione dei campioni nazionali di Cina, Giappone e Corea del Sud. La nazione ospitante aveva la possibilità di invitare un altro club del proprio paese, raggiungendo così il numero di quattro squadre partecipanti alla competizione. 

## Formato
Il formato di questa competizione prevedeva un girone all'italiana, in cui le squadre affrontavano tutte le altre partecipanti del torneo una sola volta (non andata e ritorno).

## Storia
Il torneo fu fondato nel 2002 e dal 2003 al 2007 vide la disputa di cinque edizioni, in periodi dell'anno variabili (febbraio, giugno, agosto). Tre edizioni su cinque furono vinte da club sudcoreani.
Negli ultimi anni le federazioni coinvolte nella coppa avevano suggerito di far aderire alla competizione, negli anni successivi, anche i campioni d'Australia. I campioni giapponesi non avrebbero potuto partecipare all'edizione del 2008, dal momento che la squadra giapponese degli Urawa Red Diamonds non aveva versato la quota per partecipare all' edizione del 2007. Il 23 settembre 2008 il torneo fu annullato a causa della bancarotta dello sponsor organizzatore.

## Albo d'oro
| Anno | Ospitante | Vincitore         | 2º posto            | 3º posto            | 4º posto              |
| ---- | --------- | ----------------- | ------------------- | ------------------- | --------------------- |
| 2003 | Tokyo     | Kashima Antlers†  | Dalian Shide        | Ilhwa Chunma        | Júbilo Iwata          |
| 2004 | Shanghai  | Ilhwa Chunma      | Yokohama F. Marinos | Shanghai Shenhua    | Shanghai Chanba†      |
| 2005 | Jeju      | Suwon Bluewings   | Pohang Steelers†    | Yokohama F. Marinos | Shenzhen Kingway      |
| 2006 | Tokyo     | Ulsan Hyundai     | Gamba Osaka         | JEF United†         | Dalian Shide          |
| 2007 | Jinan     | Shanghai Shenhua† | Shandong Luneng     | Urawa Red Diamonds  | Seongnam Ilhwa Chunma |

† = non qualificata come campione nazionale.

## Record
- Migliori marcatori: Nadson (2005), Lee Chun-soo (2006) con 6 gol.